# The Great Gatsby (película de 2000)
The Great Gatsby es una película de televisión de 2000 basada en la novela homónima de F. Scott Fitzgerald.
Fue hecha en colaboración por A&E Network en los Estados Unidos, y Granada Productions en Gran Bretaña. Estuvo dirigida por Robert Markowitz sobre un guion de John J. McLaughlin. La música fue hecha por Carl Davis y la fotografía por Guy Dufaux. La producción fue diseñada por Taavo Soodor.
Esta versión es la cuarta vez que The Great Gatsby se ha filmado.

## Elenco
- Toby Stephens
- Mira Sorvino
- Paul Rudd
- Martin Donovan